# Roderick Glastra
Roderick Glastra (Den Haag, 1971) is een Nederlands sledehondenmenner (de 'musher'), die internationaal op het hoogste niveau aan sledehondenraces deelneemt. Hij is tweemaal wereldkampioen geworden.
Glastra woont in Numansdorp samen met zijn partner Anita van Steijn, die ook in deze tak van hondensport actief is. Zijn grote roedel honden Siberische husky's en Samojeeds hebben hier voldoende ruimte om flink te rennen.

## Resultaten
- 2022: Tweede op het WK in  Östersund, Zweden
- 2011: Tweede op het EK in Campo Felice, Italië
- 2010: Wereldkampioen in  Oberwiesenthal, Duitsland
- 2009: Wereldkampioen in  Werfenweng, Oostenrijk
- 2008: Tweede op het EK in Donovaly, Slowakije
- 2007: Vierde op het WK in Auronzo, Italië
- 2006: Vijfde op het EK in St Ulrich, Oostenrijk
- 2005: Nederlands kampioen in de 8-honden-klasse